# Silje Kippernes
Silje Knutsen Kippernes (ur. 14 czerwca 1995) – norweska zapaśniczka walcząca w stylu wolnym. Zajęła 21. miejsce na mistrzostwach świata w 2019. Ósma na mistrzostwach Europy w 2019. Czternasta na igrzyskach europejskich w 2019. Zdobyła cztery medale na mistrzostwach nordyckich w latach 2013 – 2019. 
Druga na ME U-23 w 2016, trzecia w 2018 roku.
Mistrzyni Norwegii w 2014, 2015, 2016 i 2018; druga w 2011 i 2013 roku.